# Exchange ActiveSync
Exchange ActiveSync （エクスチェンジ・アクティブシンク、EAS）は、メッセージングサーバからスマートフォンや他のモバイルデバイスに電子メール、連絡先、カレンダー、タスク、メモを同期するための独自のプロトコルである。このプロトコルは、モバイルデバイス管理とポリシー制御も提供する。このプロトコルはXMLをベースにしている。モバイルデバイスとは、 HTTPまたはHTTPSを介して通信する。

## 使用法
当初はAirSyncとしてブランド化され、Microsoft Exchange ServerとPocket PCデバイスのみをサポートしていたが、その後マイクロソフトは、グループウェアとモバイルデバイス間の同期のためのテクノロジとして競合他社にもライセンスを広く提供している。
- GroupWiseでのGroupWise Mobility Servicesソフトウェア
- Lotus NotesでのIBM Notes Traveler
- Mailsite
- MDaemon Email Server
- グーグルでのGoogle Workspaceの有料版サブスクリプションで2013年から[1]

Windows Phoneでのサポートに加えて、EASクライアントのサポートは次のものに含まれる。
- Android[2]
- iOS[3]
- BlackBerry 10スマートフォンとBlackBerry PlayBookタブレットコンピューター

オンプレミスのExchange Serverだけに限らず、さまざまな個人向けや企業向けのホスティングサービスであるOutlook.com、Microsoft 365なおでもEASを使うことができる。 Windows 8デスクトップに同梱されている電子メールアプリケーションであるメールアプリも、このプロトコルをサポートしている。 
一方、以下のクライアントではEASはサポートされていない
- macOSに同梱されているアップルのメールアプリ

## ライセンス
2000年代初頭から、EASはライセンス提供されるようになった。当時はクライアント向けのプロトコルライセンス提供のみだった 。モトローラは最初のライセンシーであり、EASの2.1バージョンのライセンスを取得することから始まった。他のさまざまな組織もEASのライセンスを取得し、マイクロソフトは最終的に2007年にEASのサーバー側のライセンス提供を開始した。 プロトコルライセンスの提供は2008年まで続いた。
2008年12月、マイクロソフトはEASのライセンスをプロトコルライセンスからEASの特許のライセンスに移行し、完全なプロトコルドキュメントを提供した 。 EASは一連の特許としてライセンスされているため（他の企業にコンピュータコードを提供するわけではない）、さまざまなクライアントとサーバがプロトコルの全機能のサブセットを実装し、実装はライセンスを取得した各企業によって行われる。 GoogleはGoogle Workspaceの有料ユーザー向けにEASを実装している。同様に、IBMとノベルは、マイクロソフトと競合するグループウェアサーバ（Lotus DominoとGroupWise）がそれぞれIBM Notes TravelerとNovell Data Synchronizer Mobility Packを介してスマートフォンやその他のデバイスをサポートする技術を実装している。

### ロゴプログラム
2011年4月、マイクロソフトはEASロゴプログラムを開始した。このプログラムは、モバイル電子メールデバイスでサードパーティーのEASクライアントをテストする。マイクロソフトからEASプロトコルのライセンスを取得している携帯電話メーカーが、このプログラムに参加する。規格に準拠するには、EASクライアントはEAS v14.0以降を採用し、次の機能と管理ポリシーを有効にする必要がある。
- ダイレクトプッシュメール、連絡先、カレンダー
- 会議の承諾、辞退、仮承諾
- リッチフォーマットの電子メール（HTML）
- メールの返信/転送の状態フラグ
- グローバルアドレス帳のルックアップ
- Autodiscover (自動検出)
- デバイスの種類/モデルのAllow-Block-Quarantine (ABQ) 文字列 (デバイスによってEASを有効にするかどうかを選択する機能向け)
- リモートワイプ
- パスワード必須
- 最小パスワード長
- ユーザー入力なしのタイムアウト
- 失敗した試行の数